# Куинбиан
Куинбиан — город в Южном Тейблендсе, расположенном на юго-востоке Нового Южного Уэльса. Население города по переписи 2006 года составило 34 084 человека.

## История
Куинбиан был основан в двух километрах от столицы страны — Канберры, на реке Куинбиан, впадающей в Молонгло.
Статус города Куинбиану присвоили в 1838 году, когда его население составляло около пятидесяти человек. В 1851 году здесь были обнаружены залежи свинца и серебра. Но добыча драгоценных металлов процветала недолго. В 1836 году в Куинбиане было открыто почтовое отделение, первый банк — в 1859 году. В 1885 году провозглашён муниципалитетом. Тогда его площадь была около 23 квадратных километров.
В 1887 году здесь построили железнодорожную станцию. Мост через реку Куинбиан был построен в 1926 году. Статус города был присвоен 7 июля 1972 года.

## Исторические места и монументы
В Куинбиане можно встретить много исторических памятников и монументов.

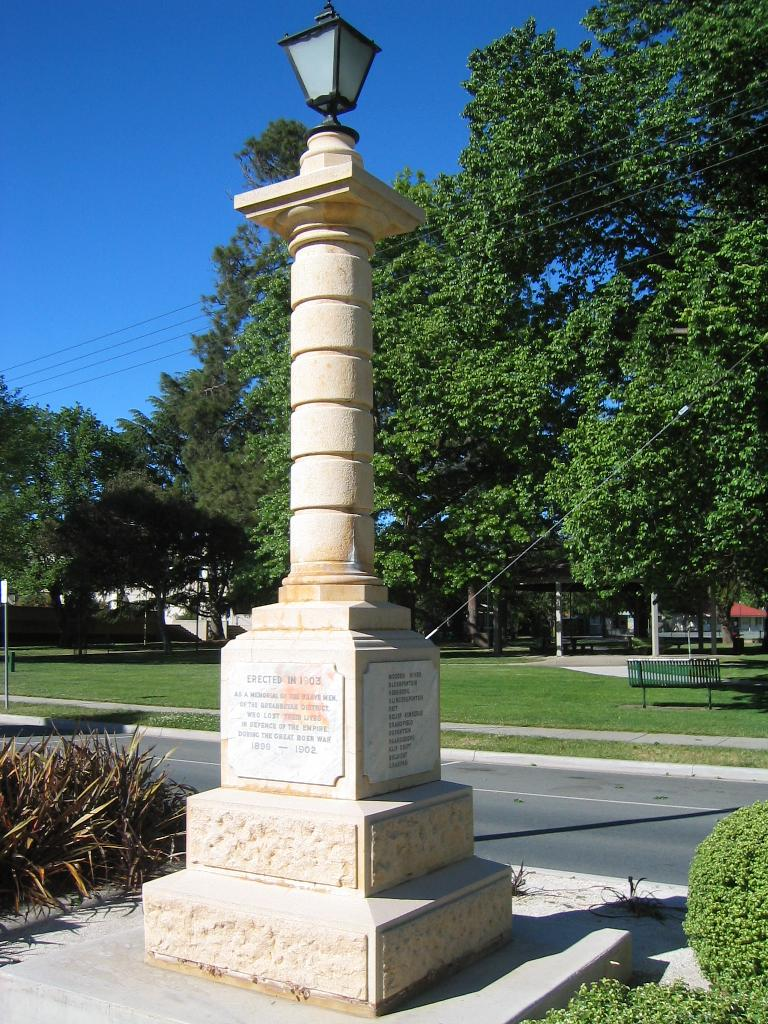
Мемориал второй англо-бурской войны, установленный в 1903 году
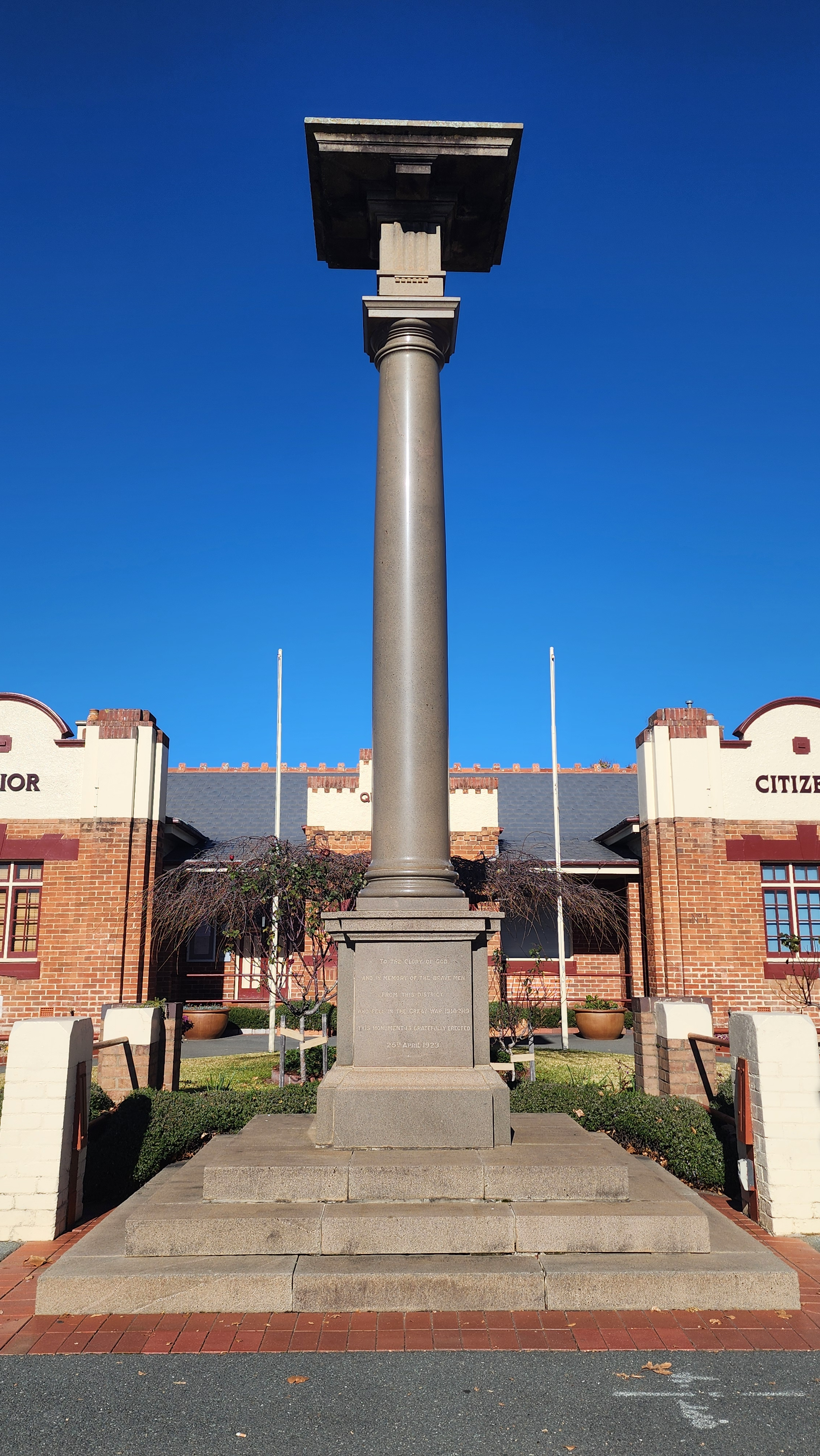
Мемориал первой мировой войны, установленный 25 апреля 1923 года, в день АНЗАКа
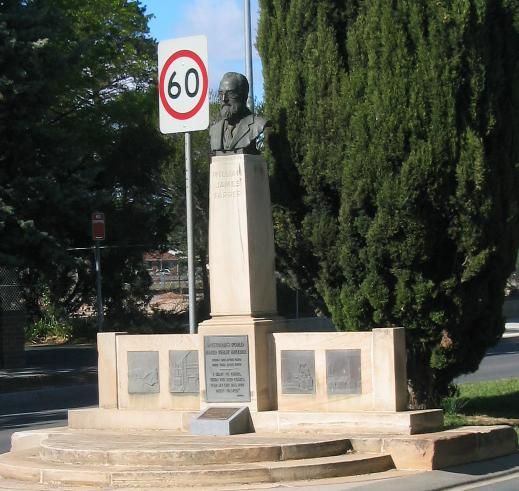
Мемориал Уильяма Фаррера
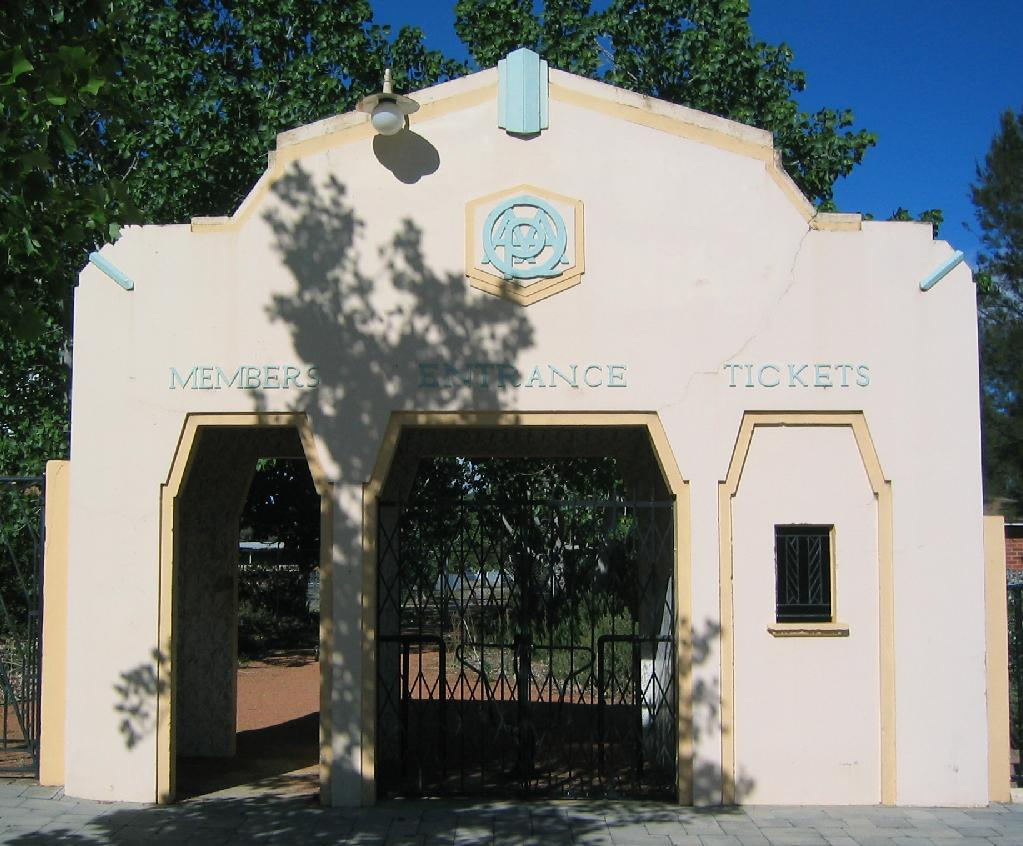
Memorial Gates - Queanbeyan Showgrounds
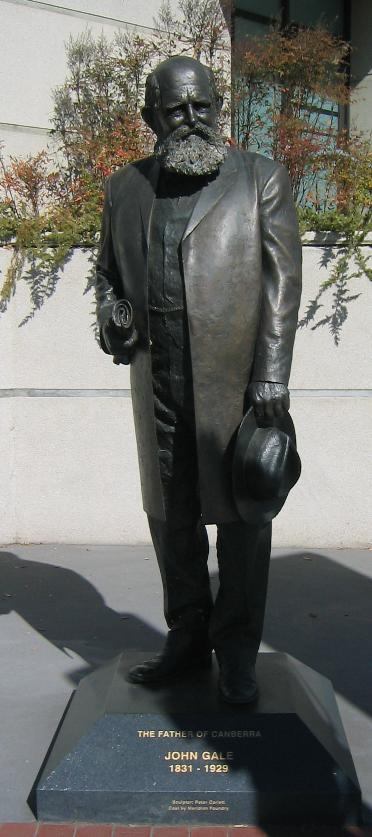
Джон Гейл
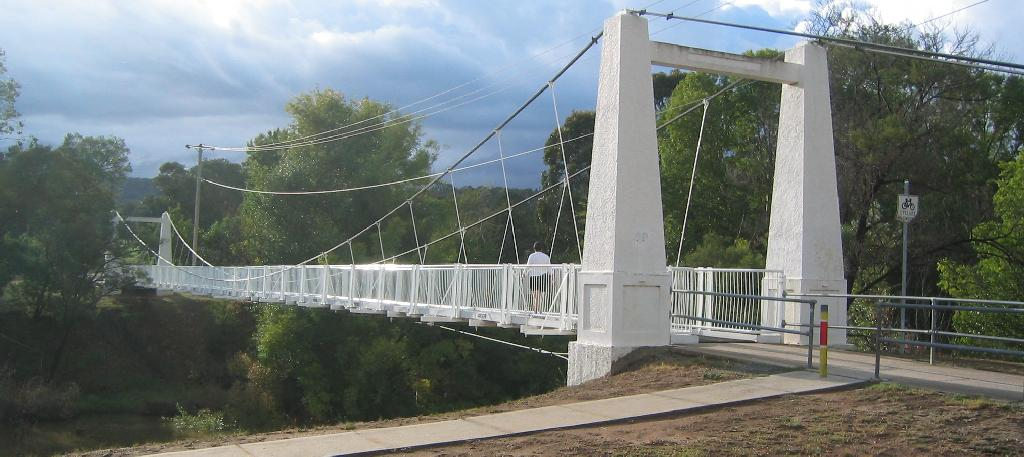
Старый мост Куинбиана
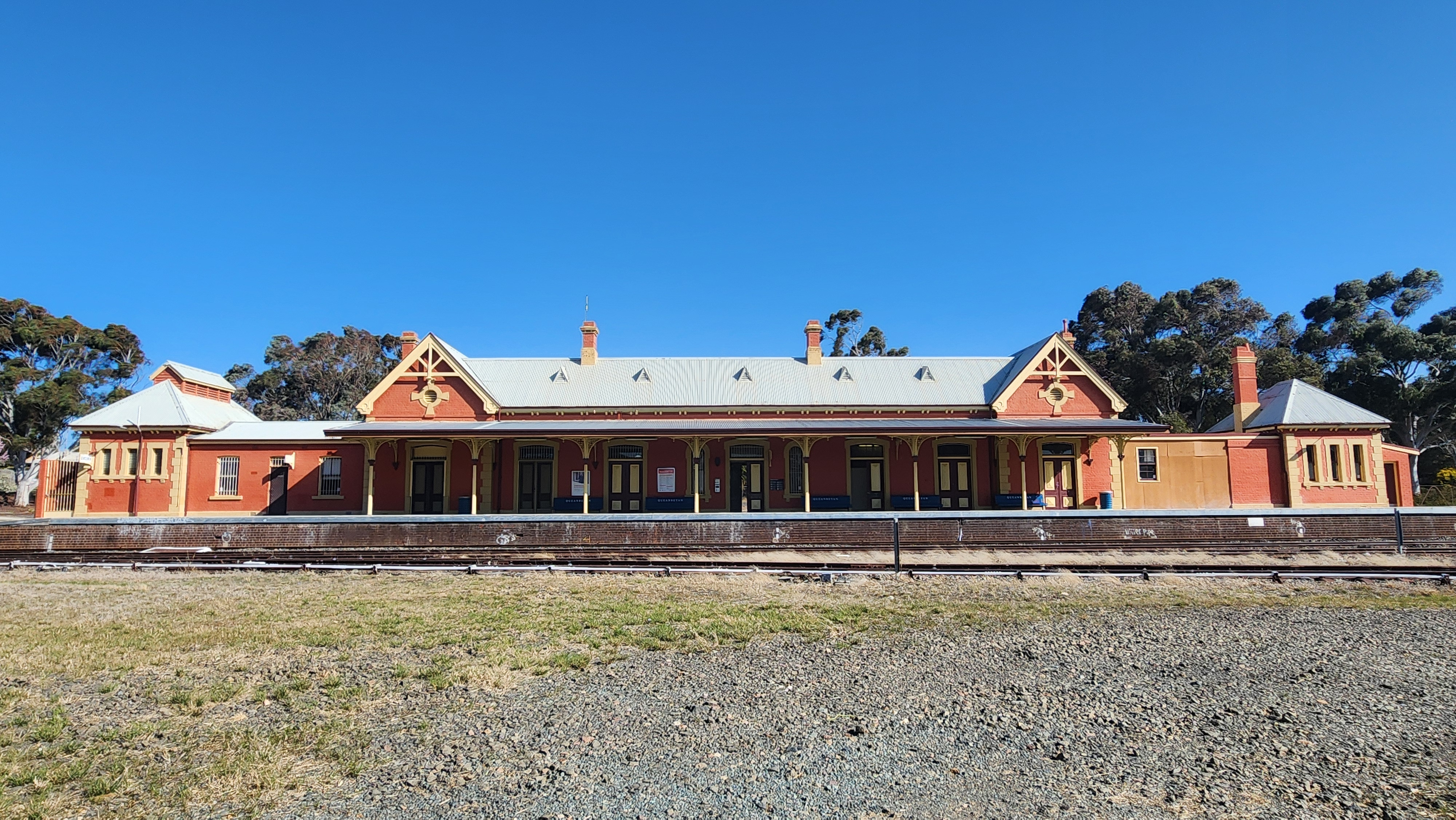
Железнодорожная станция Куинбиана
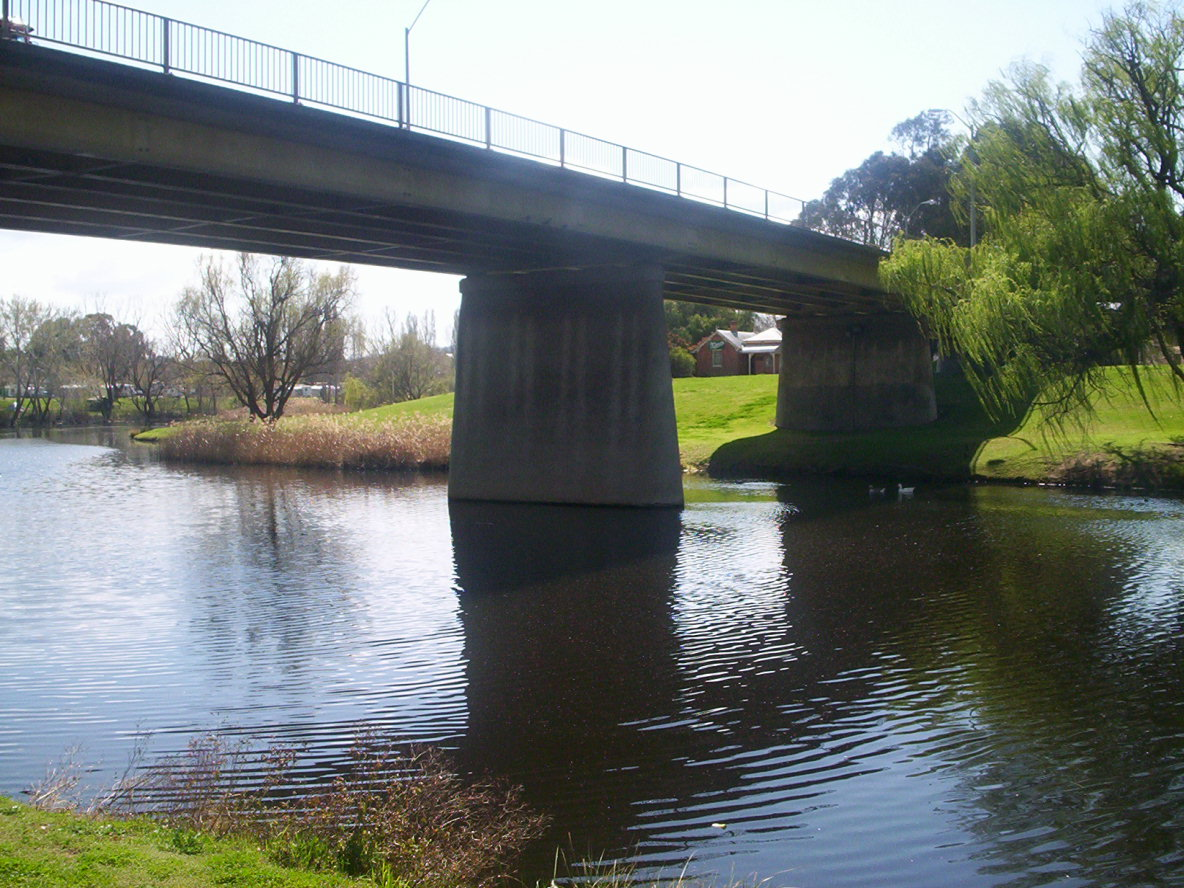
Мост рядом с центром города, через реку
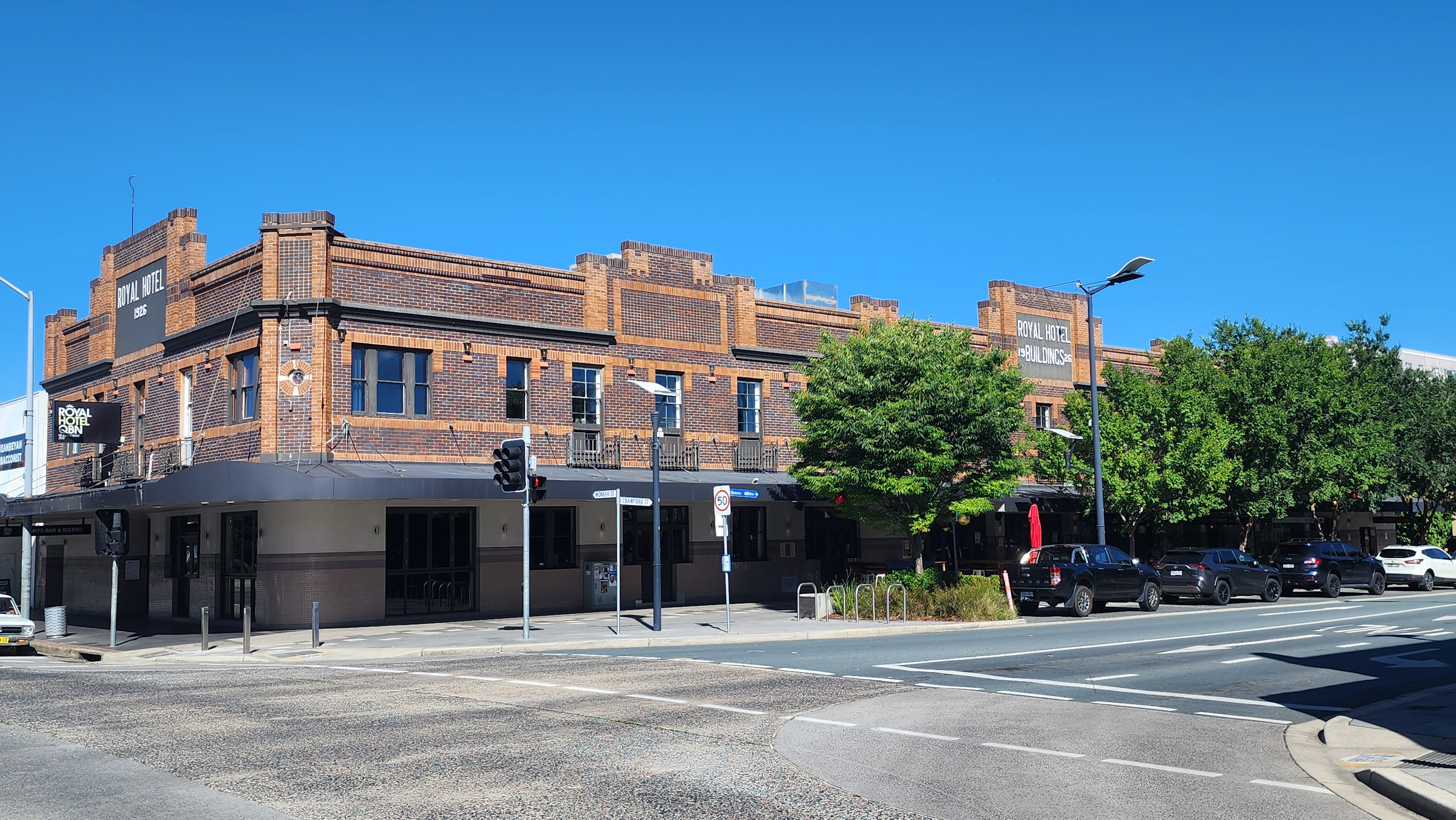
Royal Hotel
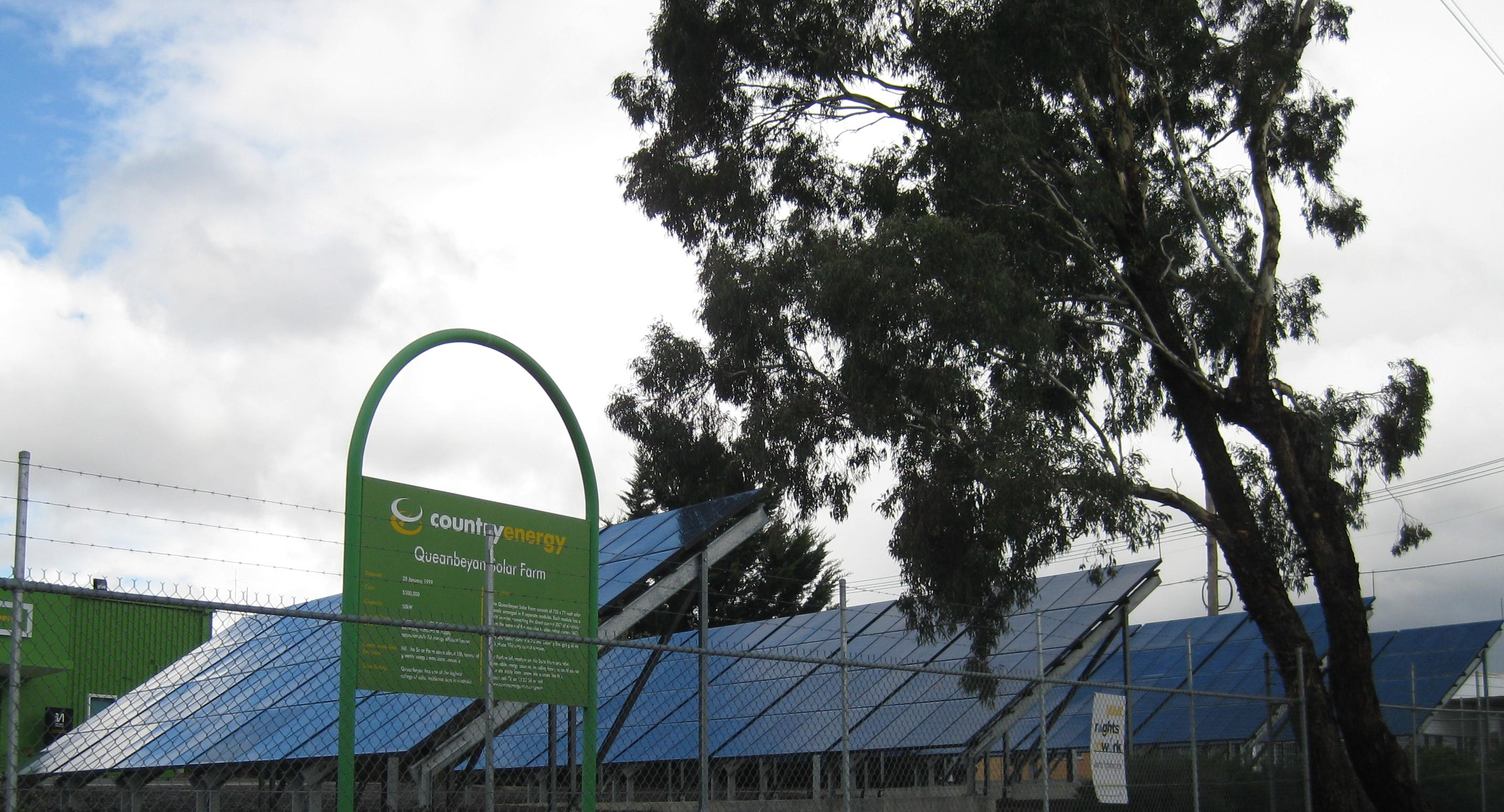
Queanbeyan Solar Farm, основанная в 1999
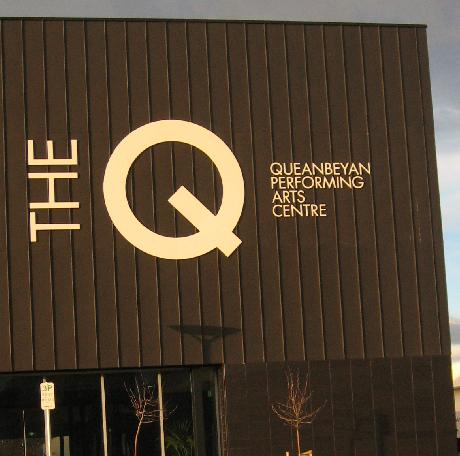
The «Q» — Куинбианский центр исполнительных искусств
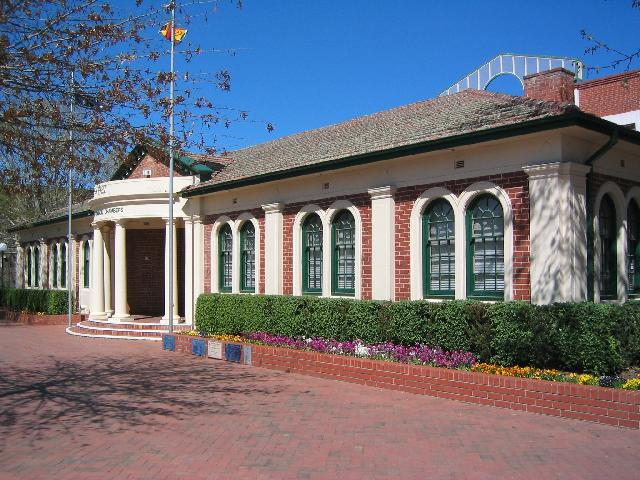
Queanbeyan’s «Tidy Town» awards are proudly displayed on the Queanbeyan Council Chambers Building (c. 1927)